# Ctenitis squamigera
Ctenitis squamigera är en träjonväxtart som först beskrevs av William Jackson Hooker och Arn., och fick sitt nu gällande namn av Edwin Bingham Copeland. Ctenitis squamigera ingår i släktet Ctenitis och familjen Dryopteridaceae. Inga underarter finns listade.